# Kossol Roads
Kossol Roads est un grand mouillage entouré de récifs à l'extrémité nord Babeldaob de la chaîne des Palaos situé à la position géographique de 7° 48′ N, 134° 36′ E.
Pendant la seconde guerre mondiale, la marine impériale japonaise et l'US Navy l'ont utilisé comme mouillage pour leur flotte.
Les Japonais ont d'abord contrôlé le mouillage, qui était occupé par la 3e Force de base au moment où la guerre a éclaté. La couverture aérienne était assurée par l'aérodrome de Peleliu, situé à proximité. Le mouillage a été saisi par les Américains en septembre 1944, et les dragueurs de mines ont terminé le balayage du mouillage le 24 septembre. Par la suite, le mouillage devint une station importante pour les forces armées américaines et un point de passage pour les convois.